# 中西昇
中西昇（日语：／ Nakanishi noboru，?—?）是新選組的伍長。其後加入御陵衛士。普遍認為出生在於上州，不過島田魁的「英名錄」上指著中西昇是在武州川越出生。是北辰一刀流伊東精一、伊東甲子太郎（鈴木大藏）的弟子。 元治元年十月，近藤勇和藤堂平助推薦入局。與伊藤一起加盟了新選組。同時，新選組第二次編成，從屬於齊藤一之四番隊成為伍長。 於慶應三年三月轉投向御陵衛士，離開了新選組。轉移到高台寺的月真正院。